# 塞尔维亚啤酒

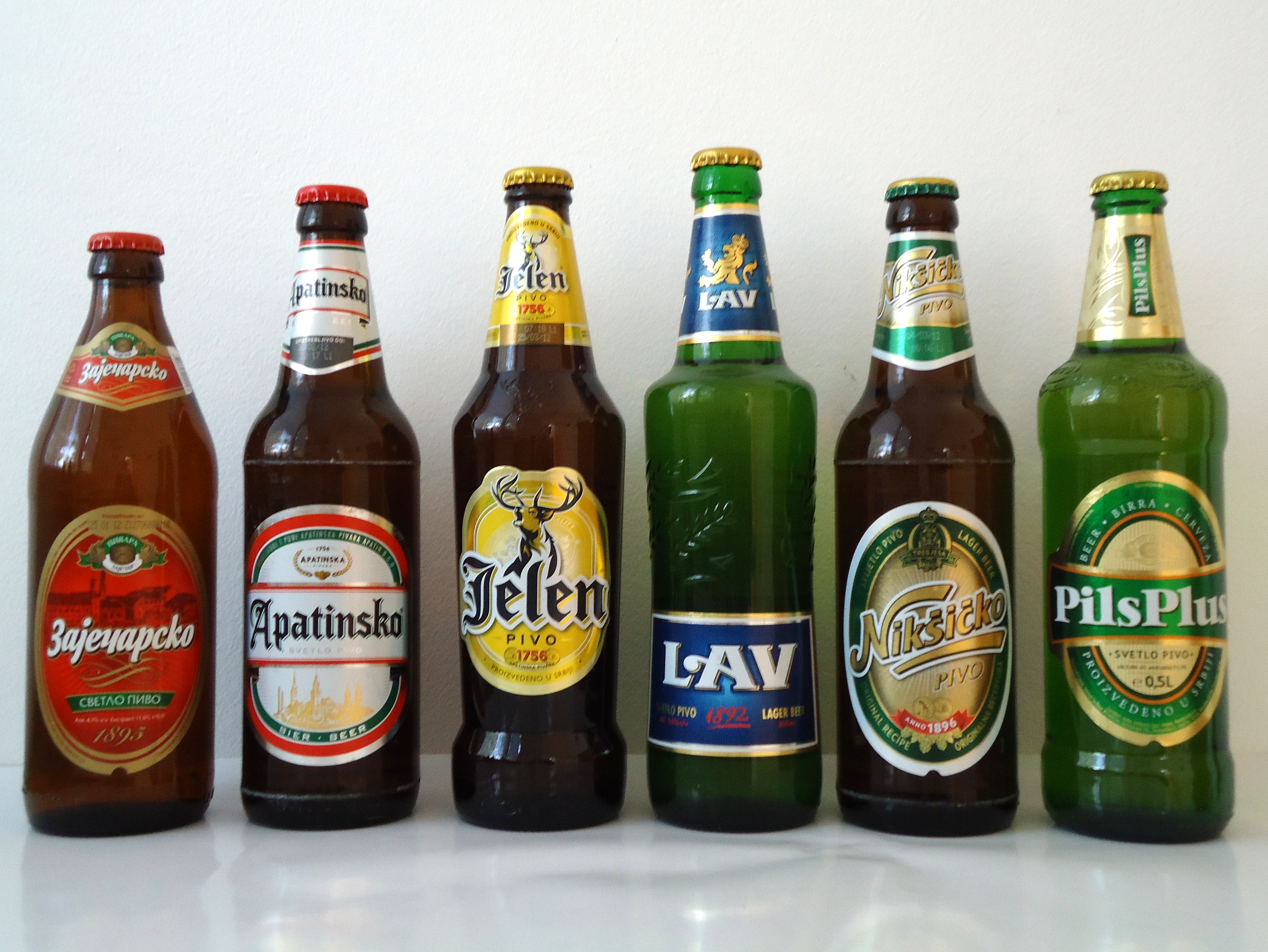
一些在塞尔维亚当地备受欢迎的啤酒品牌

在塞尔维亚，啤酒是一种很受欢迎的饮料。

## 历史
啤酒在塞尔维亚的历史最早可以追溯到15世纪斯特凡·拉扎列维奇统治时期，当时文献提及啤酒是一种从邻国匈牙利王国传过来的新饮料。在家庭、酒馆，甚至在专制君主住宅中都有自制啤酒。几百年后，它的受欢迎程度有所上升，在1718年到1739年奥地利占领贝尔格莱德期间，酿酒从当地的手工业发展到更大的生产规模。最早一批的酿酒厂诞生于贝尔格莱德多科尔（Dorcol），由奥地利移民和企业家建立。

## 生产、包装及消费

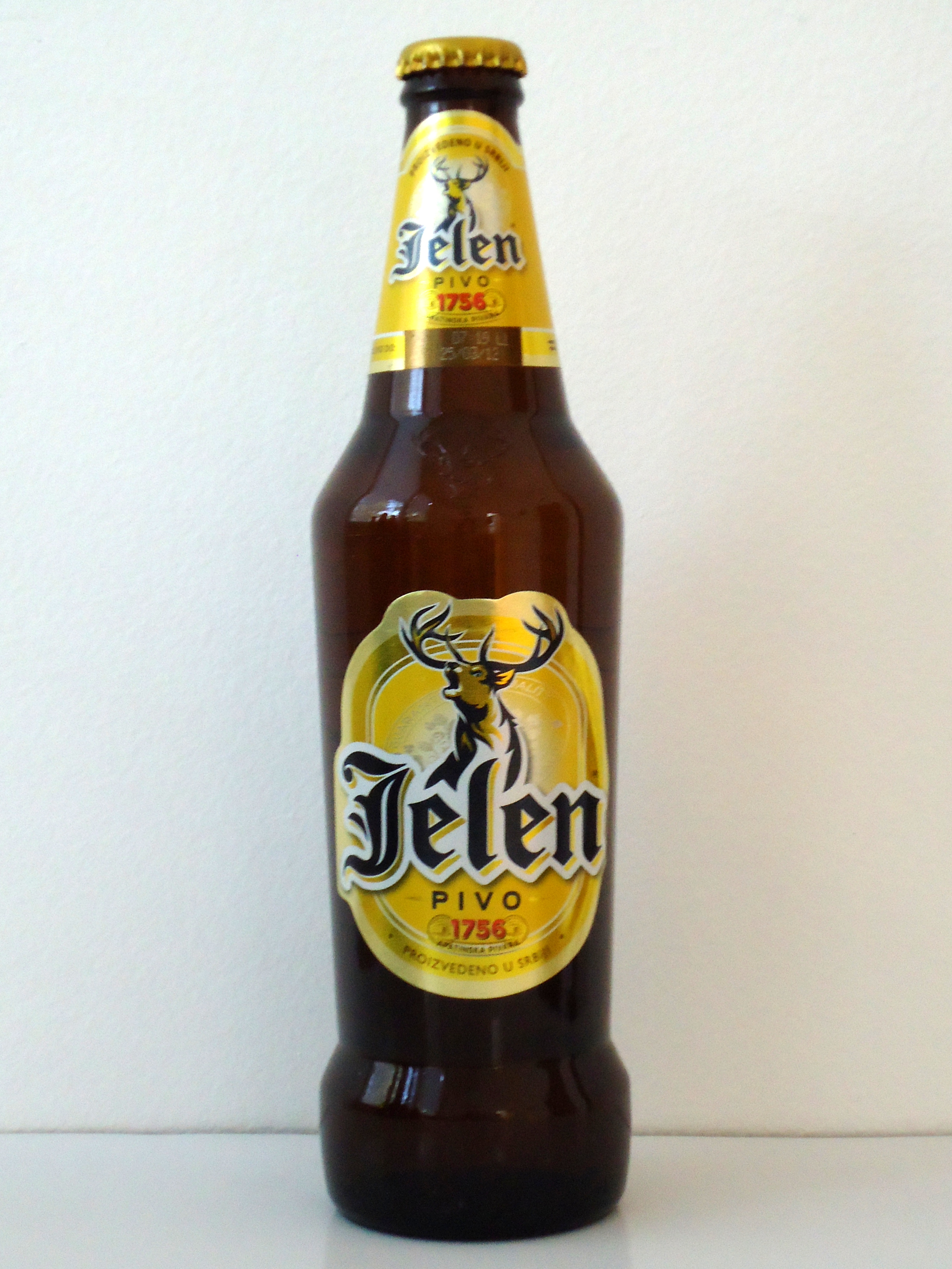
雄鹿啤酒

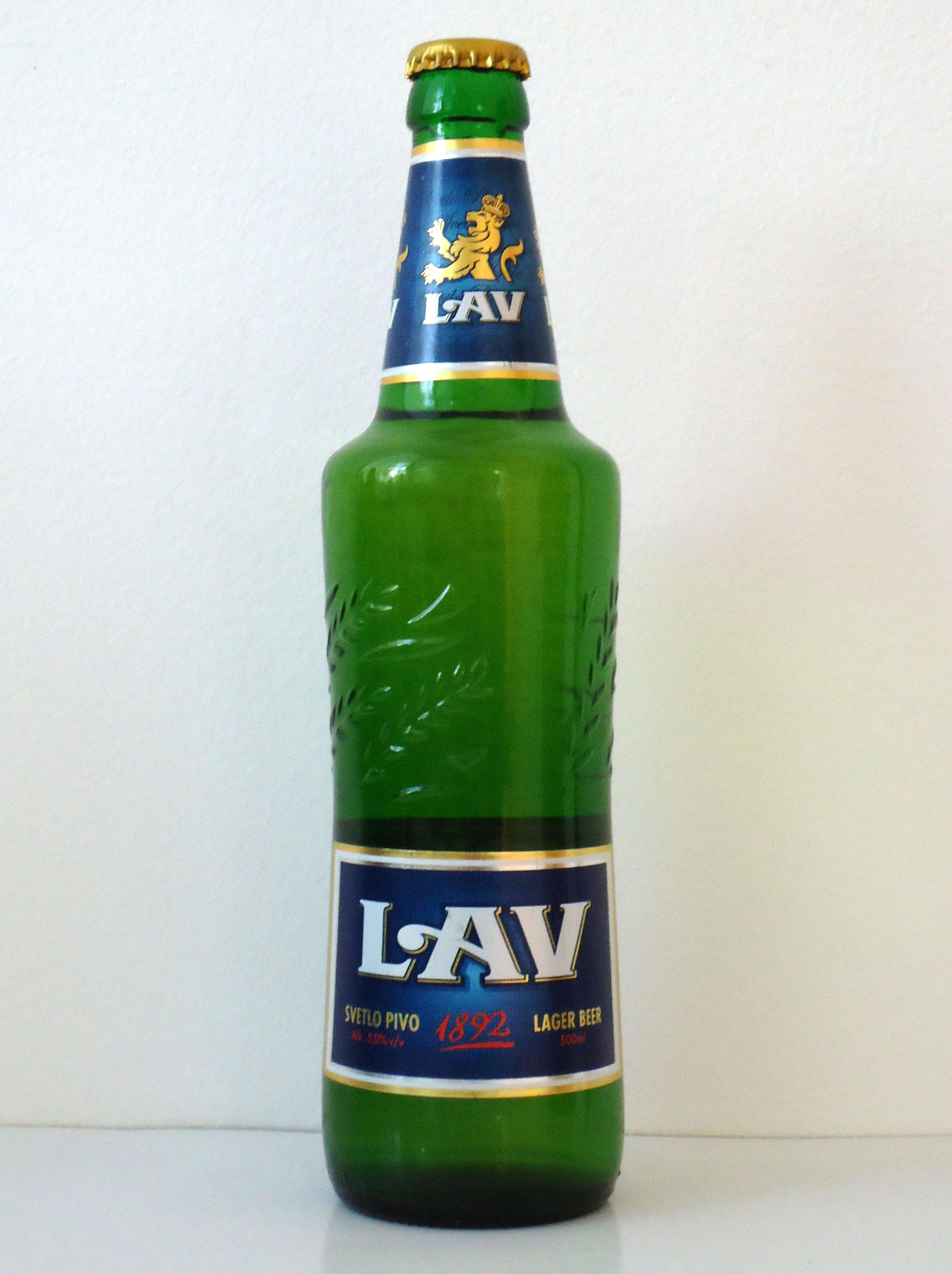
狮子啤酒

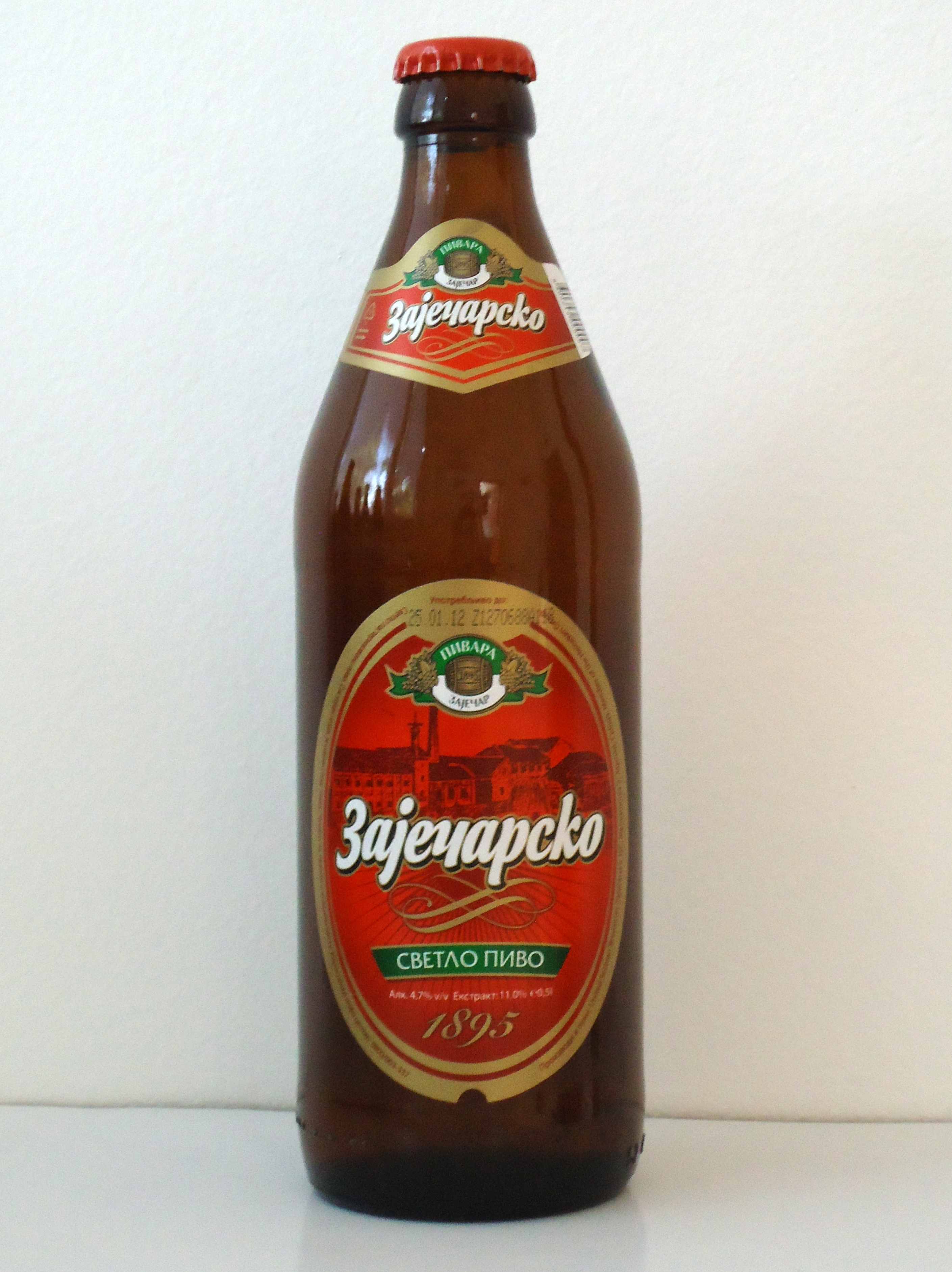
扎耶卡尔啤酒

截止2016年，塞尔维亚每年生产4.98亿升啤酒。除了本国消费外，塞尔维亚主要出口到周边国家，比如波斯尼亚和黑塞哥维那、克罗地亚、黑山和匈牙利，以及当地有大量塞尔维亚侨民的国家，比如德国、奥地利、美国和加拿大。
当地民众家庭消费的啤酒多以0.5升的押金型瓶（可重复使用）和0.33升的玻璃瓶以及罐头啤酒类型出现。大多数啤酒厂开始使用塑料Q装瓶包装产品（以1.5升、2升、2.5升为主）。在酒吧和餐馆，啤酒以0.33L或0.5L瓶装熟啤酒，或者以生啤酒方式进行出售。
在2018年度各国人均啤酒消费量排名中，塞尔维亚名列第37位，每年人均有54.7升。

## 啤酒厂及品牌

### 啤酒厂
塞尔维亚有三家主要的啤酒厂，占领了该国95%的市场份额（截至2016年）。它们是阿帕丁啤酒、塞尔维亚喜力和塞尔维亚嘉士伯。剩余的市场份额由国内啤酒厂瓦列沃啤酒、BIP啤酒、雅戈丁那啤酒（Jagodina Brewery）、尼斯啤酒（Niš Brewery）以及其他20家小啤酒厂控制。
最受欢迎的国内品牌是雄鹿啤酒，其次是狮子啤酒。一些外国品牌在塞尔维亚均有经销，一些则是根据许可证在当地工厂生产（大多由各自的品牌所有者控制）。塞尔维亚人首选的传统啤酒类型是拉格淡啤酒；虽然黑啤酒也很受欢迎，但产量较少。一些啤酒厂也生产格瓦斯。

### 品牌
国内
- 阿帕丁啤酒（英语：Apatin Brewery）（雄鹿啤酒（英语：Jelen pivo）、阿伯丁、雄鹿酷酒、雄鹿生啤）
- 塞尔维亚嘉士伯（英语：Carlsberg Srbija）（狮子啤酒（英语：Lav pivo）、梅拉克）
- 诺维萨德啤酒（英语：-{[[:en:[Novi Sad Brewery|[Novi Sad Brewery]]}-）（Pils plus、MB、Master）
- 塞尔维亚喜力（英语：Heineken Srbija） （扎耶卡尔）
- BIP啤酒（英语：BIP Brewery）（BIP、Bg）
- 瓦列沃啤酒（英语：Valjevo Brewery）（Valjevsko）
- 雅戈丁那啤酒（英语：Jagodina Brewery）（Jagodinsko）
- 尼斯啤酒（英语：Niš Brewery）（Niško）

外国
- 阿帕丁啤酒（英语：Apatin Brewery）（贝克啤酒、時代啤酒、斯达诺拉曼啤酒（英语：Staropramen）、特雷比萨啤酒（英语：Trebjesa brewery））
- 塞尔维亚嘉士伯（英语：Carlsberg Srbija）（塔堡啤酒（英语：Tuborg）、霍尔斯滕啤酒（英语：Holsten Brewery））
- 诺维萨德啤酒（英语：-{[[:en:[Novi Sad Brewery|[Novi Sad Brewery]]}-）（喜力、阿姆斯特尔）

## 啤酒节

### 贝尔格莱德啤酒节

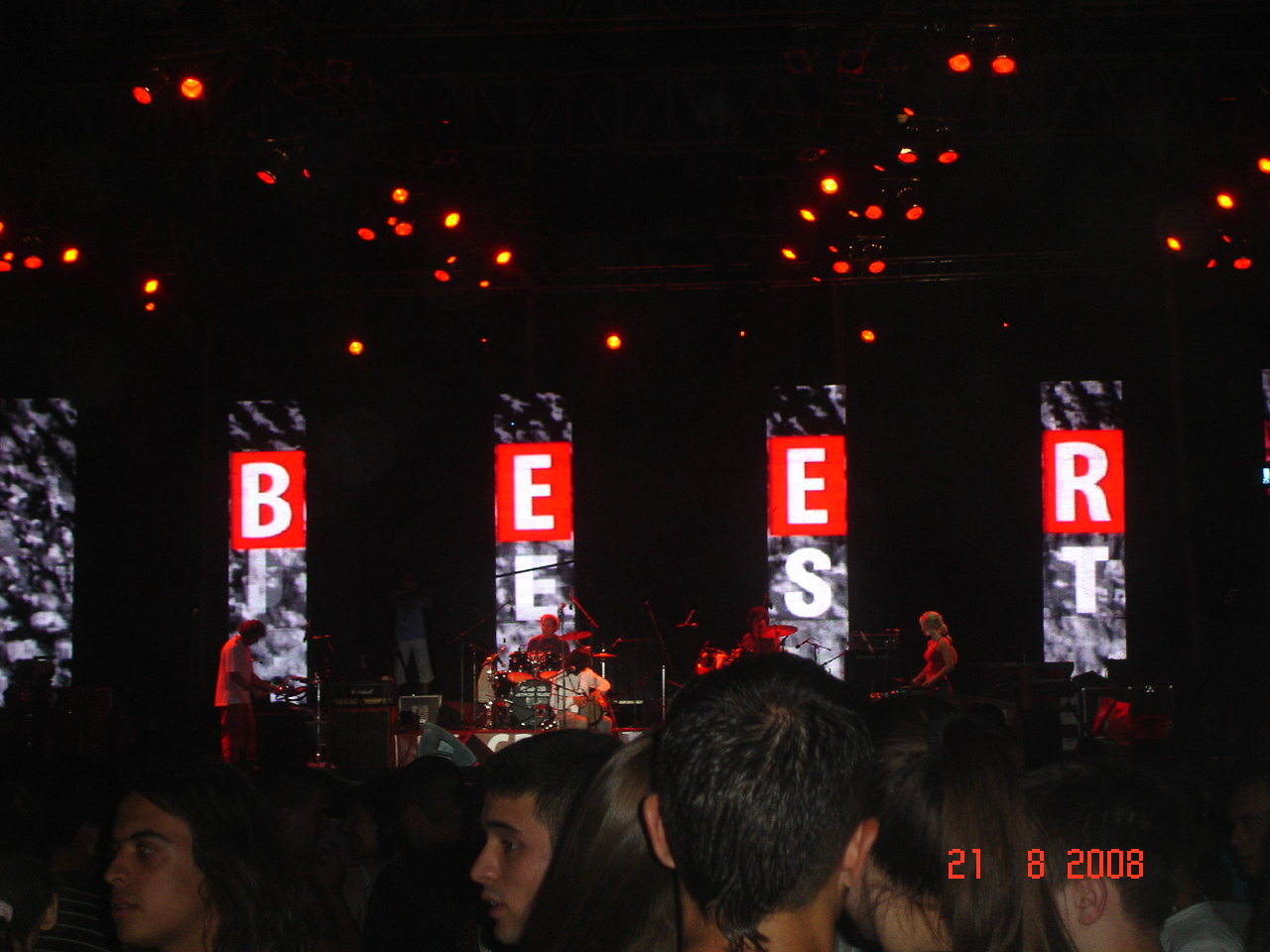
2008年的贝尔格莱德啤酒节

始于2003年的贝尔格莱德啤酒节每年在贝尔格莱德卡莱梅格丹要塞脚下举行3-4天，是各啤酒生产商的重要展示活动。除了价格实惠的国内外啤酒外，啤酒节每天晚上还有现场音乐表演。2005年12月31日，英国报纸《独立报》将其评为2006年值得一去的世界性活动之一。

### 兹雷尼亚宁啤酒节
兹雷尼亚宁啤酒节（Beer Days, Dani Piva）是开始于1985年、由兹雷尼亚宁啤酒厂（Zrenjaninska industrija piva）组织的一个啤酒节。

## 相关
- 各地啤酒品牌列表